# Peter J. Biondi
Peter J. Biondi (Newark, 23 giugno 1942 – Somerville, 10 novembre 2011) è stato un politico statunitense.

## Biografia
Iscritto al Partito Repubblicano, Biondi era discendente da una famiglia di immigrati italiani.
Si laureò presso la Union High School della United States Army Reserve frequentandola dal 1961 al 1967. 
In seguito si stabilì nella Township di Hillsborough dove dal 1986 al 1993 ne divenne sindaco. 
Ha inoltre tenuto una serie di funzioni presso vari enti pubblici ed è stato tra gli altri, tra il 1993 e il 1996, membro del Consiglio di pianificazione della contea di Somerset.
Nel 1998 è stato candidato del Partito Repubblicano.
Nel 2006 Biondi ha introdotto un disegno di legge che obbliga gli operatori di tutti i "siti web pubblici" a raccogliere i nomi completi e gli indirizzi di tutte le persone che accedono su tali siti.
Nel mese di ottobre 2011, Biondi ha reso pubblica la notizia che gli era stato diagnosticato un Linfoma non Hodgkin circa un anno prima, che si era sottoposto a chemioterapia e che credeva che la malattia fosse in remissione.
L'8 novembre 2011, Biondi è stato rieletto in quello che sarebbe stato il suo ottavo incarico. 
Morì tuttavia due giorni dopo all'età di 69 anni. Gli succedette il repubblicano Donna M. Simon.